# Sophronica fuscolateralis
Sophronica fuscolateralis là một loài bọ cánh cứng trong họ Cerambycidae.